# Christien Lafeber

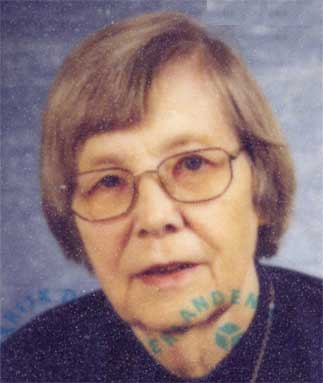
Christien Lafeber

Christina (Christien) Lafeber (Gouda, 24 mei 1922 - Zeist, 9 juni 2008) was een Nederlandse psychiater, gespecialiseerd in kinderpsychiatrie.

## Jeugd en gezin
Christien Lafeber werd geboren als dochter van Anton Pieter Maarten Lafeber en Maria Christina Muijs. Als jong meisje had zij op de lagere school en de U.L.O. dyslectische problemen. Zij wist deze problemen echter zelf te overwinnen en kreeg de kans van haar ouders - evenals haar beide broers - om de hogereburgerschool aan de Goudse Rijks-H.B.S te volgen. Hetgeen in die tijd - de crisisjaren van de 20e eeuw - niet vanzelfsprekend was.

Haar oudere broer Pieter werd coördinerend-inspecteur voor het middelbaar beroepsonderwijs en haar jongere broer Arie studeerde zowel scheikunde als medicijnen en werd hoofd van de bedrijfsgeneeskundige dienst van de Universiteit van Amsterdam.

## Wetenschappelijke carrière
Na haar middelbareschoolopleiding volgde zij eerst de vroedvrouwenschool te Rotterdam en vervolgens studeerde zij medicijnen aan de rijksuniversiteit van Utrecht. Zij werd assistent van de Utrechtse hoogleraar prof. H.C. Rümke en promoveerde aldaar in 1963 op een proefschrift over anorexia nervosa, een in die tijd nog weinig wetenschappelijk onderzochte stoornis. Zij was dan ook de eerste wetenschapper in Nederland, die onderzoek verrichtte naar anorexia nervosa en hierover publiceerde.
In haar praktijk als kinder- en jeugdpsychiater hield zij zich onder meer bezig met opvoedings- en behandelingsmogelijkheden van autistische en symbiotische kinderen, waarover zij ook diverse publicaties het licht deed zien.
Een groot aantal jaren was zij verbonden aan het Willem Arntsz Huis te Utrecht, een psychiatrisch ziekenhuis. Zij was onder meer belast met de opname van patiënten.

## Publicaties
- Lafeber, Chr. (co-auteur) (1988) in: Niet alle kinderen gaan naar de basisschool, Nijkerk, ISBN 90-266-1914-6
- Lafeber, Chr. (1984) Psychotische kinderen: opvoedings- en behandelingsmogelijkheden van autistische en symbiotische kinderen, Rotterdam, ISBN 90-6069-491-0
- Lafeber, Chr. (1976) Moeilijk herkenbare bedreigingen voor jonge schoolkinderen
- Lafeber, Chr. (1971) Anorexia nervosa, Alphen aan den Rijn, ISBN 90-6016-065-7
- Lafeber, Chr. (1965) Theorie en therapie van anorexia nervosa (in: Nederlands Tijdschrift voor Geneeskunde)
- Lafeber, Chr. (1963) Klinisch-psychiatrische studie over de anorexia nervosa, Asten/Utrecht (proefschrift)

## Varia
In Haarlem werd in 2017 de Dr. Lafeberstraat naar haar genoemd.